# Dino Cinieri

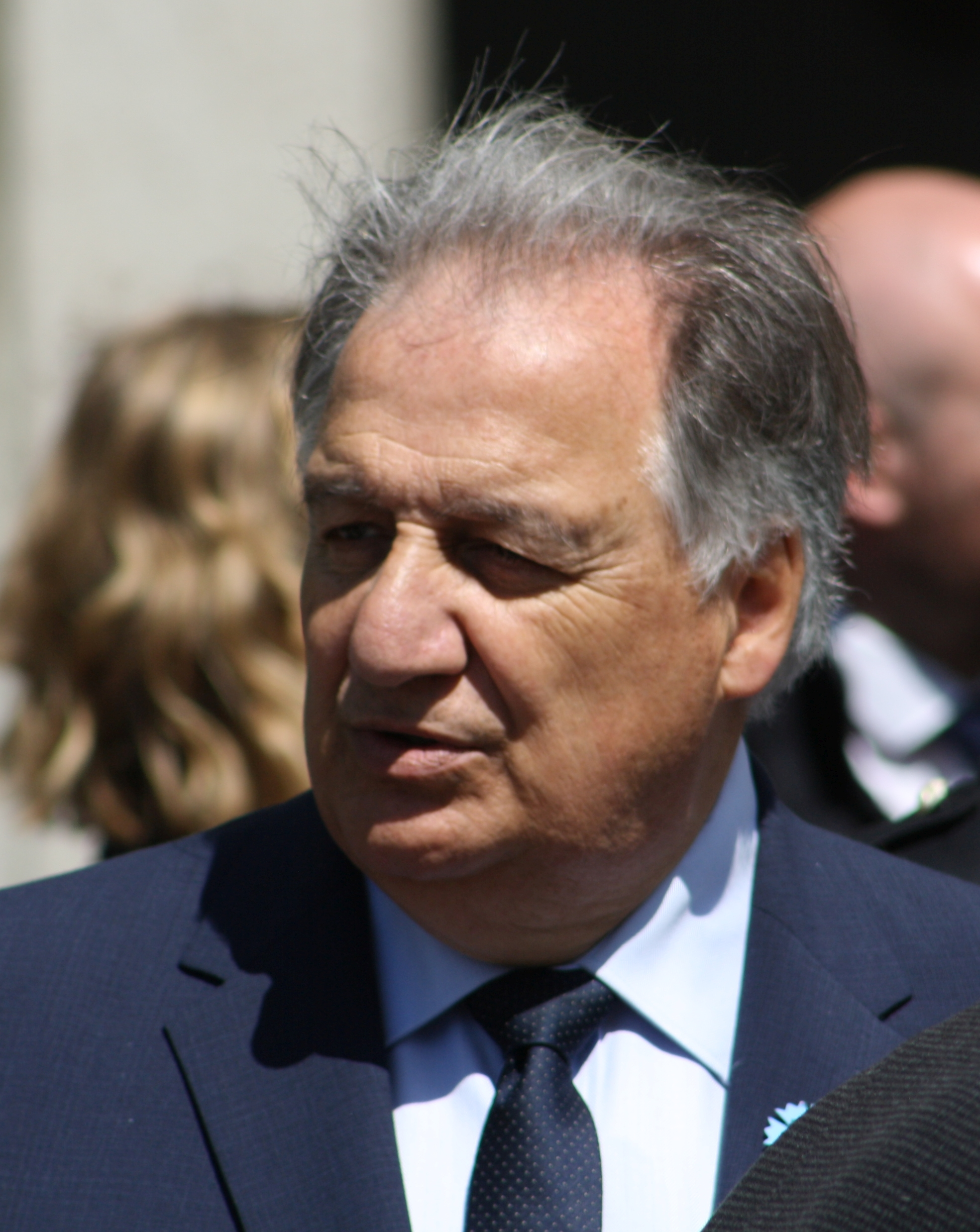
Dino Cinieri, 2024

Dino Cinieri (* 9. Juli 1955 in Firminy) ist ein französischer Politiker. Er ist seit 2002 Abgeordneter der Nationalversammlung.
Cinieri gründete 1979 als 24-Jähriger ein Versicherungsunternehmen. Für seine Leistungen als Unternehmer wurde er 1996 von der Zeitschrift Le Nouvel Économiste ausgezeichnet. Als er 2001 zum Bürgermeister von Firminy gewählt worden war, gab er seine unternehmerische Tätigkeit auf und verkaufte seine Firma. Bei den Parlamentswahlen 2002 trat er für die UMP im vierten Wahlkreis des Départements Loire an und zog in die Nationalversammlung ein. Cinieri zählte Ende November 2012 zu rund 70 Abgeordneten, die sich mit ihrem Anführer François Fillon von der UMP-Fraktion im Parlament abspalteten und eine eigene Fraktion unter dem Namen R-UMP gründeten.